# Цвітна Пустош
Цвітна́ Пу́стош (рос. Цветная Пустошь) — село у складі Оренбурзького району Оренбурзької області, Росія.

## Населення
Населення — 107 осіб (2010; 132 у 2002).
Національний склад (станом на 2002 рік):
- росіяни — 55 %